# The Last of a Dying Breed
| Críticas profissionais                                                      | Críticas profissionais |
| Avaliações da crítica                                                       | Avaliações da crítica  |
| Fonte                                                                       | Avaliação              |
| --------------------------------------------------------------------------- | ---------------------- |
| AllMusic                                                                    | [ 1 ]                  |
| The A.V. Club                                                               | average                |
| HipHopDX                                                                    | [ 3 ]                  |
| NME                                                                         | 9/10                   |
| PopMatters                                                                  | favorable              |
| RapReviews                                                                  | 8.5/10                 |
| The Rolling Stone Album Guide                                               | [ 7 ]                  |
| Vibe                                                                        | [ 8 ]                  |
| Esta tabela precisa de ser acompanhada por texto em prosa. Consulte o guia. |                        |

The Last of a Dying Breed é o sexto álbum de estúdio de Scarface, lançado em 3 de Outubro de 2000 pela Rap-A-Lot Records. Este álbum vendeu menos que os lançamentos anteriores, mas fez sucesso com a crítica. Estreou em número 7 na Billboard 200 com 133,972 cópias vendidas na semana de lançamento, e foi certificado como disco de ouro pela RIAA em 6 de Novembro de 2000, com 671,163 cópias vendidas.
O álbum inclui os singles "Look Me in My Eyes" e "It Ain't, Pt. 2". A canção, "They Down with Us", é um remake do clássico do Boogie Down Productions, "I'm Still #1".

## Track listing
| #  | Título                      | Produtor(es)                     | Cantor (es)                                  |
| -- | --------------------------- | -------------------------------- | -------------------------------------------- |
| 1  | "11-09-70 (Intro)"          | Scarface, N.O. Joe, Mr. Lee      | *Interlude*                                  |
| 2  | "The Last Of A Dying Breed" | Scarface, N.O. Joe, Mr. Lee      | Scarface                                     |
| 3  | "Look Me In My Eyes"        | Scarface, N.O. Joe, Mr. Lee      | Scarface                                     |
| 4  | "It Ain't Part II"          | Erick Sermon                     | Scarface                                     |
| 5  | "They Down With Us"         | Scarface, N.O. Joe, Mr. Lee      | Scarface, UGK                                |
| 6  | "Sorry For What?"           | Scarface, N.O. Joe, Mr. Lee      | Scarface                                     |
| 7  | "O.G. To Me"                | Scarface, Mike Dean              | Scarface, Jayo Felony, Daz Dillinger, Kurupt |
| 8  | "The Gangsta Shit"          | Scarface, N.O. Joe, Mr. Lee      | Scarface                                     |
| 9  | "Conspiracy Theory"         | Scarface, N.O. Joe, Mr. Lee      | Scarface                                     |
| 10 | "Watch Ya Step"             | Scarface, N.O. Joe, Swift        | Scarface                                     |
| 11 | "Get Out"                   | Scarface, N.O. Joe, Mr. Lee      | Scarface, Jay-Z                              |
| 12 | "In & Out"                  | Scarface, N.O. Joe, Mr. Lee      | Scarface, Devin the Dude, Too Short          |
| 13 | "And Yo"                    | Scarface, N.O. Joe, Mr. Lee      | Scarface, Redman, Young Noble                |
| 14 | "In My Time"                | Scarface, Tone Capone, Mike Dean | Scarface                                     |
| 15 | "11-09-2000 (Outro)"        | Scarface, N.O. Joe, Mr. Lee      | *Interlude*                                  |

## Posições do álbum nas paradas
| Ano  | Posições nas paradas | Posições nas paradas   |
| Ano  | Billboard 200        | Top R&B/Hip Hop Albums |
| ---- | -------------------- | ---------------------- |
| 2000 | 7                    | 2                      |

## Posição dos singles nas paradas
| Ano  | Canção             | Posição nas paradas | Posição nas paradas              | Posição nas paradas |
| Ano  | Canção             | Billboard Hot 100   | Hot R&B/Hip-Hop Singles & Tracks | Hot Rap Singles     |
| ---- | ------------------ | ------------------- | -------------------------------- | ------------------- |
| 2000 | "It Ain't Part II" | -                   | 77                               | -                   |